# Arne Wirén
Arne Henry Wirén, född 13 december 1908 i Västerås, död 11 juni 1986 i Sankt Görans församling i Stockholm, var en svensk operasångare (baryton).

## Biografi
Wirén knöts 1941 till Kungliga Teatern och sjöng bland annat i Falstaff och i en rad operettroller. Han var från 1940 till sin död gift med konstnären Ulla Reuterswärd (1917–2003), dotter till major Thorsten Reuterswärd och hans första hustru Elsa, född Hogner.
Makarna Wirén är gravsatta i minneslunden på Kungsholms kyrkogård i Stockholm.

## Filmografi
- 1950 – Pimpernel Svensson
- 1951 – Sköna Helena
- 1958 – Läderlappen
- 1960 – Carmen

## Teater

### Roller (ej komplett)
| År   | Roll           | Produktion                                       | Regi           | Teater         |
| ---- | -------------- | ------------------------------------------------ | -------------- | -------------- |
| 1960 | Direktör Brisk | Milda makter Antony Hopkins och Michael Flanders | Bengt Peterson | Blancheteatern |